# Нік Дайсон
Ні́к Да́йсон (англ. Nick Dyson,нар.19 грудня 1969) — англійський колишній професіональний гравець в  снукер. Дайсон — один з небагатьох, кому вдавалося зробити більше одного максимального брейку за професійну кар'єру (перший — на турнірі UK Tour Event у 1999-м, другий — на чемпіонаті Великої Британії в 2000-м). Він вісім разів виходив до 1/8 фіналу рейтингових турнірів, а також до 1/16 на чемпіонатах світу 1991 та 2001 років.